# Gabon aux Jeux olympiques d'été de 2016
Le Gabon participe aux Jeux olympiques d'été de 2016 à Rio de Janeiro au Brésil du 5 août au 21 août. Il s'agit de sa 10e participation à des Jeux d'été. Sa délégation est composée de 6 sportifs dans 4 sports.
Le taekwondoïste Anthony Obame, qui est devenu le premier gabonais médaillé olympique à l'occasion des Jeux de Londres, est désigné porte-drapeau.

## Athlétisme
Le Gabon est représenté par deux athlètes, tous deux sur 100 m : Wilfried Bingangoye et Ruddy Zang-Milama, 3e des derniers championnats d'Afrique. Wilfried Bingangoye a déjà participé trois fois aux Jeux olympiques, en 2004, en 2008 et 2012, en étant éliminé en série à chaque fois. Ruddy Zang-Milama, championne d'Afrique du 100 m en 2010, a également participé aux Jeux de Pékin en 2008 et aux Jeux de Londres en 2012.
Courses

| Athlètes      | Épreuve | Tour Préliminaire | Tour Préliminaire | Premier Tour | Premier Tour | Demi-finales | Demi-finales | Finale  | Finale  |
| Athlètes      | Épreuve | Temps             | Rang              | Temps        | Rang         | Temps        | Rang         | Temps   | Rang    |
| ------------- | ------- | ----------------- | ----------------- | ------------ | ------------ | ------------ | ------------ | ------- | ------- |
| Sudirman Hadi | 100 m   | 11 s 04           | 4e                | Eliminé      | Eliminé      | Eliminé      | Eliminé      | Eliminé | Eliminé |

## Judo
Paul Kibikai (-81 kg hommes) et Sarah Myriam Mazouz (-78 kg femmes) représentent le Gabon en judo. Sarah Myriam Mazouz est qualifiée directement en faisant partie des 14 meilleures judokates mondiales de sa catégorie. Paul Kibikai bénéficie de l'une des deux places additionnelles attribuées à l'Afrique dans sa catégorie.
| Athlète             | Compétition           | 1/32 de finale      | 1/16 de finale            | 1/8 de finale             | Quarts de finale    | Demi-finales        | Repêchage 1         | Repêchage 2         | Finale              | Finale   |
| Athlète             | Compétition           | Adversaire Résultat | Adversaire Résultat       | Adversaire Résultat       | Adversaire Résultat | Adversaire Résultat | Adversaire Résultat | Adversaire Résultat | Adversaire Résultat | Rang     |
| ------------------- | --------------------- | ------------------- | ------------------------- | ------------------------- | ------------------- | ------------------- | ------------------- | ------------------- | ------------------- | -------- |
| Paul Kibikai        | Moins de 81 kg hommes | Exempté             | Bat Hussein Al-Aameri     | Battu par Takanori Nagase | Éliminé             | Éliminé             | Éliminé             | Éliminé             | Éliminé             | Éliminé  |
| Sarah Myriam Mazouz | Moins de 78 kg femmes | Exemptée            | Battue par Natalie Powell | Éliminée                  | Éliminée            | Éliminée            | Éliminée            | Éliminée            | Éliminée            | Éliminée |

## Natation
Le Gabon reçoit une invitation pour les épreuves de natation, au nom de l'universalité des Jeux. Maël Ambonguilat est sélectionné sur 50 m nage libre et devient donc le premier nageur gabonais à participer aux Jeux olympiques.
| Athlète          | Épreuve         | Séries  | Séries | Demi-finales | Demi-finales | Finale  | Finale  |
| Athlète          | Épreuve         | Temps   | Rang   | Temps        | Rang         | Temps   | Rang    |
| ---------------- | --------------- | ------- | ------ | ------------ | ------------ | ------- | ------- |
| Maël Ambonguilat | 50 m nage libre | 27 s 21 | 75e    | Éliminé      | Éliminé      | Éliminé | Éliminé |

## Taekwondo
Anthony Obame, vice-champion olympique en titre, est qualifié dans la catégorie des +80 kg.
| Athlète       | Compétition   | Huitièmes de finale | Quarts de finale    | Demi-finales        | Repêchage 1         | Repêchage 2         | Finale              | Finale  |
| Athlète       | Compétition   | Adversaire Résultat | Adversaire Résultat | Adversaire Résultat | Adversaire Résultat | Adversaire Résultat | Adversaire Résultat | Rang    |
| ------------- | ------------- | ------------------- | ------------------- | ------------------- | ------------------- | ------------------- | ------------------- | ------- |
| Anthony Obame | +80 kg hommes | Mahama Cho 6 - 12   | Éliminé             | Éliminé             | Éliminé             | Éliminé             | Éliminé             | Éliminé |